# Еммеріх-ам-Райн
Еммеріх-ам-Райн (нім. Emmerich am Rhein) — місто в Німеччині, знаходиться в землі Північний Рейн-Вестфалія. Підпорядковується адміністративному округу Дюссельдорф. Входить до складу району Клеве.
Площа — 80,11 км2. Населення становить 30 869 ос. (станом на 31 грудня 2020).